# Pierre-Morains
Pierre-Morains è un comune francese di 94 abitanti situato nel dipartimento della Marna nella regione del Grand Est.

## Società

### Evoluzione demografica
Abitanti censiti